# Mégabase
La mégabase[réf. nécessaire] (Mb) est une unité de mesure en biologie moléculaire représentant une longueur d'un million de paires de bases d'ADN ou d'ARN.

## Exemples
Le génome de l'Être humain est constitué d'environ 3 000 mégabases, alors que celui de l'Épinette blanche en comprend de 10 000 à 20 000, et celui du peuplier environ 520 (ou 485 ±10 selon d'autres sources).